# 運鐵蛋白飽和度
運鐵蛋白飽和度（Transferrin saturation (TFS 或 TfS)）一般會以百分比表示，是医学檢驗的數據之一。是血清鐵相對於總鐵結合能的比例。配合運鐵蛋白（血液中主要和鐵鍵結的蛋白質）的數值，可以用運鐵蛋白飽和度得知體內血清鐵的量。例如運鐵蛋白飽和度15%，表示有15%的運铁蛋白已和二個鐵離子鍵結（即飽和運鐵蛋白）。運鐵蛋白飽和度、總鐵結合能及血清鐵一般會一起列在報告中。運鐵蛋白飽和度過低常常是代表有缺鐵性貧血；運鐵蛋白飽和度過高，可能是血色沉着病或HFE遺傳性血色病.。

## 常見數值

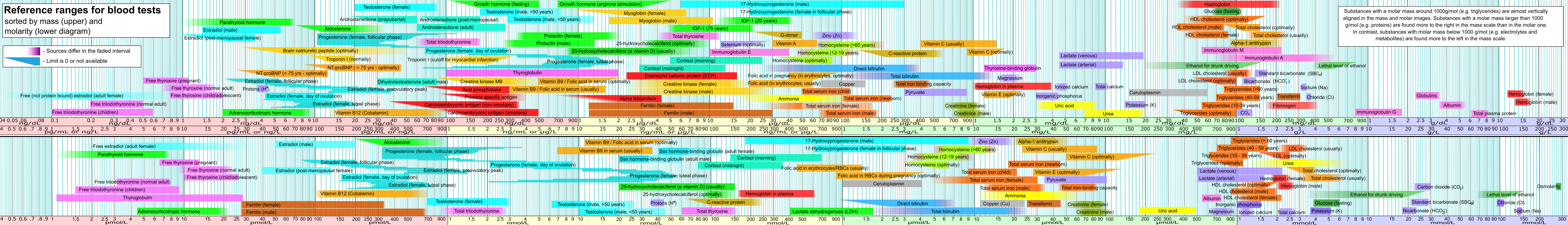
血液检验项目正常参考值范围，比較血液中鐵以及相關物質（圖中棕色及橙色）的濃度

正常的参考值范围為：
- 血清鐵：60–170 μg/dL（10–30 μmol/L）
- 總鐵結合能：240–450 μg/dL
- 運鐵蛋白飽和度：15–50%（男性），12–45%（女性）

μg/dL = 微克每dl
μmol/L = 微莫耳每公升
實驗室常會用不同的單位，而「正常值」也會隨族群以及實驗室技術而不同。為了幫助門診醫師瞭解檢查結果，實驗室一般也要在報告中列出其正常值或參考值。

## 計算式
從鐵(Fe)[µg/dl]及運鐵蛋白(TF)[mg/dl]的值計算出運鐵蛋白飽和度(TFS)的值，公式如下：
{\displaystyle TFS[\%]={\frac {Fe}{TF}}\cdot 70{.}9}
運鐵蛋白飽和度的常態值介於16％至45％之間；男女各區間值為：15–50%（男性），12–45%（女性）。

## 外部連結
- Transferrin Saturation: Reference Range, Interpretation, Collection and Panels （页面存档备份，存于）
- Transferrin Saturation - an overview | ScienceDirect Topics （页面存档备份，存于）
- Transferrin Saturation Calculator - Omni （页面存档备份，存于）
- Transferrin - Health Encyclopedia - University of Rochester Medical Center （页面存档备份，存于）
- Transferrin Sättigung - Übersicht （页面存档备份，存于） （德文）